# Mariene ecoregio Baltische Zee
De Mariene ecoregio Baltische Zee (24) (Engels: Baltic Sea marine ecoregion) is een biogeografische regio en ligt in het noordoosten van de Atlantische Oceaan in de Mariene provincie Noordelijke Europese Zeeën (2) in het Marien rijk Gematigde Noordelijke Atlantische Oceaan. De mariene ecoregio is vastgesteld door het World Wide Fund for Nature en The Nature Conservancy en is vernoemd naar de Oostzee.
In het westen grenst het gebied aan de mariene ecoregio Noordzee (25).

## Geografie
De mariene ecoregio ligt in het noordoosten van de Atlantische Oceaan en omvat het grootste deel van de Oostzee met de kusten van Zweden (oostkust), Finland, Rusland, Estland, Letland, Litouwen, Polen, Duitsland (deel Oostzeekust) en Denemarken (oostkust). Het gebied strekt zich uit van het noorden en oosten tot aan de eilanden Seeland en Falster en omvat de Sont en slechts een zeer klein oostelijk deel van de Mecklenburgerbocht.
Het gebied kenmerkt zich door slechts lokale zeestromingen.

## Biogeografie
Het gebied kent zeeleven dat houdt van gematigde temperaturen.